# 裏海
裡海是世界上最大的封閉內陸水體，或被歸類為最大的湖泊，或是歸類為條件完整的海。它是一個內流盆地，位於歐洲和亞洲之間，處高加索以東、中亞廣闊乾草原以西、東歐俄羅斯南部肥沃平原以南、西亞多山伊朗高原以北。佔地371,000平方公里（143,000平方英里，不包括高鹽度潟湖卡拉博加兹戈尔湾），蓄水量有78,200立方公里（19,000立方英里）。裡海鹽度約為1.2%（12公克/公升），約為普通海水的三分之一。哈薩克在它的中央北至中央東方向、俄羅斯在它的中央北至中央西方向、亞塞拜然在它的西南方向、伊朗在它南方及鄰近的角落、土庫曼在它東海岸南部。
裡海從北到南綿延近1,200公里（750英里），平均寬度為320公里（200英里）。總覆蓋面積為386,400平方公里（149,200平方英里），水面高度低於海平面約27公尺（89英尺）。它的主要淡水入流來源是歐洲最長的河流-窩瓦河（也稱伏爾加河），從淺水的北端流入。裡海中部和南部有兩個深盆地。這些地形導致里海有溫度、鹽度、和生態的橫向差異。南部的海床低於海平面1,023公尺（3,356英尺），是地球上僅次於貝加爾湖（-1,180公尺，或-3,870英尺）的第二低自然窪地。根據居住在裡海海岸的古代居民的書面記錄，他們可能是依據裏海水中的鹽分以及其廣大面積，而將之視為海洋。
裡海有相當多種魚類，以魚子醬和石油工業富有盛名。石油工業所產生的污染，以及流入裏海河流上游所建的水壩，對湖內的生態造成負面的影響。

## 名稱來源

### 卡斯皮（Caspi）同源字
裏海的名稱很有可能源自古裏海人（Caspi）的名字，這是一個古老民族，住在裏海西南方的南高加索。古希臘歷史/地理學家斯特拉波寫道：“高加索阿爾巴尼亞王國的人所住之地因曾有過卡斯皮部族，被稱為卡斯皮恩（Caspiane），那座海洋也被如此稱呼，但現在部落已經消失。”此外，伊朗德黑蘭省有個山谷名為裏海之門，可能表明後來這個部族遷移到裏海之南。伊朗的城市加茲溫的名稱也與裏海有關，傳統上裏海的阿拉伯名稱是Baḥr Qazwin（加茲溫海）。

### 使用希爾卡尼亞的稱法
在希臘和波斯的古典時代，這座海被稱為希爾卡尼亞海。

### 可薩同源字
一些突厥人稱裏海為可薩海。
- 土庫曼語稱其為Hazar deňizi
- 阿塞拜疆語稱其為Xəzər dənizi，
- 現代土耳其語稱其為Hazar denizi。

上述三個例子，第二個字僅表示“海洋”，第一個子指的是歷史悠久的可薩人（也稱為卡扎人），他們在7世紀至10世紀之間在裏海以北建有龐大的帝國(可薩汗國)。
古老俄羅斯資料以花剌子模（Khwarezmia）的名字稱裏海為Khvalyn海或Khvalis海（Хвалынское море / Хвалисское море）。在現代俄語中，它被稱為，Kaspiyskoye more。

### 歐洲文藝復興地圖繪製
歐洲文藝復興時期的地圖將其標記為Abbacuch Sea（奥隆斯·菲内的1531年世界地圖）、Mar de Bachu（亞伯拉罕·奧特柳斯的1570年地圖）或Mar de Sala（傑拉杜斯·麥卡托的1569年地圖）。

## 裏海盆地國家

### 臨海國家
- 伊朗
- 俄羅斯

### 非臨海國家
- 亞美尼亞（全國）
- （東部）
- 土耳其（遠端東北部）
- （遠端西部）

## 實體特性

### 形成
裏海與黑海一樣，是古代副特提斯海的殘餘。因此，它的海底是標準的海洋玄武岩，而不是大陸性的花崗岩體。由於地殼構造隆升和海平面下降，它在約550萬年前就被鎖在內陸。在溫暖和乾燥的氣候時期，這個內陸海幾乎乾涸，沉積有石鹽之類的蒸發性沉積物，這些沉積物被隨風而來的沙塵堆積物覆蓋，當涼爽潮濕的氣候讓盆地重新積水時，這些沉積物被封閉，形成個蒸發性沉積物大型內流盆地湖泊。可與有蒸發性沉積物海床的地中海相比擬。
由於裏海北部有窩瓦河注入，它北部的水幾乎是淡水，越往南行，鹽分越重。到伊朗海岸，海水內的鹽分最多，伊朗這邊河流注入裏海的流量很小。裏海目前的平均鹽度是地球海洋的三分之一。而裏海東邊的卡拉博加茲戈爾灣在1980年至1992年間由於人為與裏海完全分隔，更曾於1983年完全乾涸，但此後通道恢復，裏海海水重新流入，這裡的鹽分通常比一般海洋鹽度高10倍。

### 地理

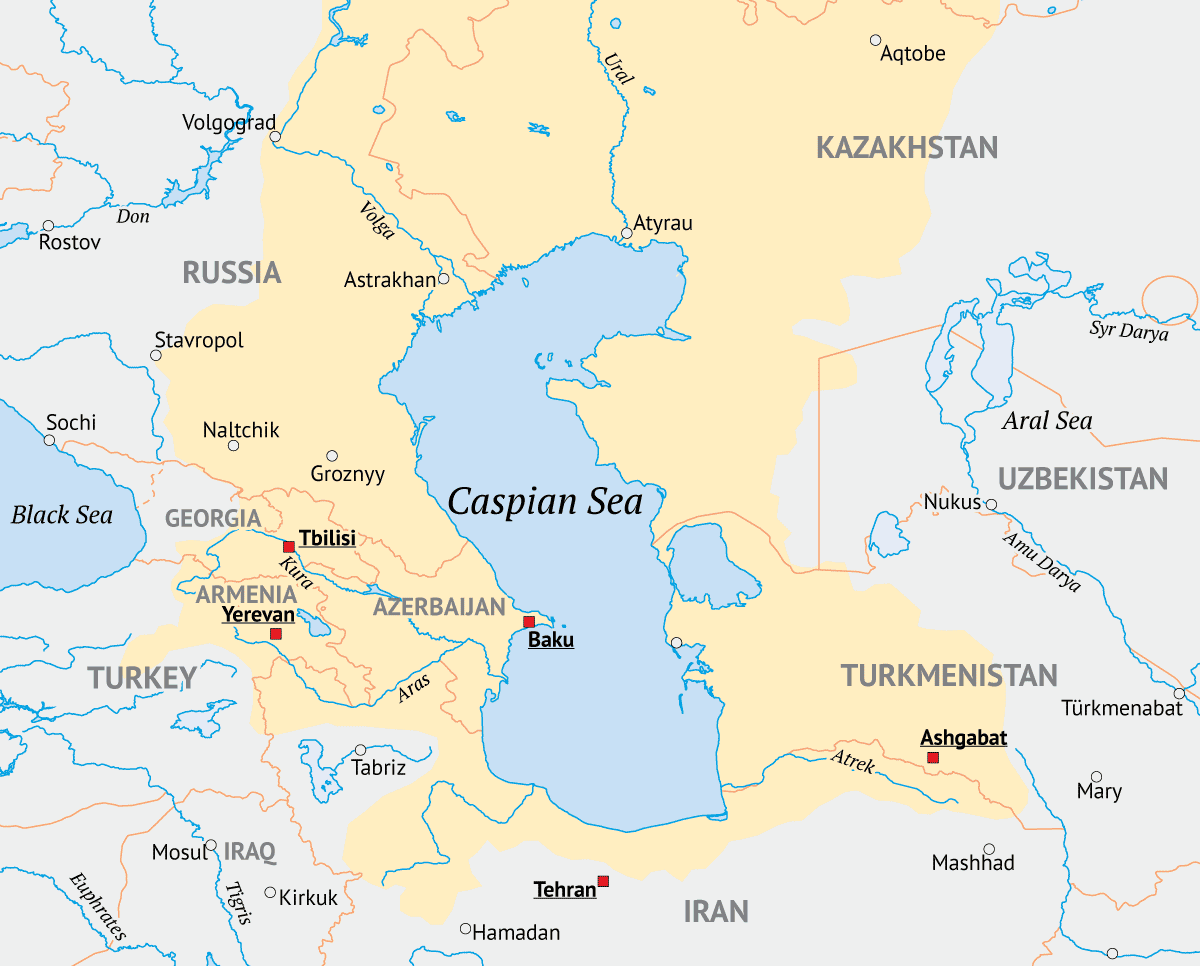
裏海周圍的區域，黃色的部分大致就是流進裏海河流的流域。

裏海是世界上最大的內陸水域，佔世界湖泊儲水總量的40％至44％。裏海海岸線由亞塞拜然、伊朗、哈薩克、俄羅斯、和土庫曼共享。裏海本身分為三個不同的物理性區域：北裏海、中裏海、和南裏海。北-中邊界以曼格斯拉克半島為分界線，這條分界線貫穿車臣島和Tiub-Karagan角。中-南部邊界以阿普歇倫海脊為分界線，這海脊是歐亞大陸和一個殘留海洋之間，源自地質構造的基石隆起，這條分界線貫穿Zhiloi島和Kuuli角。
卡拉博加茲戈爾灣是裏海東部的鹹水海灣，屬於土庫曼的領土，由於裏海和海灣兩者之間有地峽，有時會切斷它與裏海的聯繫，此時海灣就自成一湖。
裏海三個不同區域之間的差異頗為巨大。北裏海僅包括裏海陸棚，非常淺，它佔裏海總水量不到1％，平均深度僅為5－6公尺（16－20英尺）。海水明顯朝中裏海方向流去，那裡的平均深度為190公尺（620英尺）。
裏海南部最深，深度超過1,000公尺（3,300英尺），大幅超過其他區域性海洋深度（例如波斯灣）。中裏海和南裏海的水量分別佔總水量的33％和66％。裏海北部通常會在冬天結冰，而在最寒冷的冬天，南部也會結冰。

流入裏海的河流超過130條，其中窩瓦河是最大的一條。第二大的烏拉河從北部流入，庫拉河從西部流入。過去，中亞東部的阿姆河（Amu Darya，也稱Oxus）經常改道，通過現已乾涸的烏茲伯伊水道流入裏海，更北邊的錫爾河（Syr Darya）也是如此，不再流入。裏海上也有島嶼，它們主要位於北部，總土地面積約為2,000平方公里（770平方英里）。與北裏海緊鄰的是裏海盆地，這是一個位於海平面以下27公尺（89英尺）的低窪地區。中亞乾草原橫跨東北海岸，而高加索山脈則環抱西海岸。裏海北部和東部的生物群系以寒冷的大陸性沙漠為特徵。相對的，由於高地和山脈的混合，海拔高度不均勻，裏海西南和南部的氣候普遍溫暖。環繞裏海的氣候急劇變化，導致這個地區有著豐富的生物多樣性。
裏海裡面有不少小島嶼，都接近海岸，沒有深海區島嶼。面積最大是奧古爾扎島，島長37公里（23英里），瞪羚可在那兒漫遊。在北裏海地區，大多數島嶼都是小，以及無人居住，例如條里尼群島，是個重要鳥區（IBA），但其中也有些島嶼有人居住。

### 水文

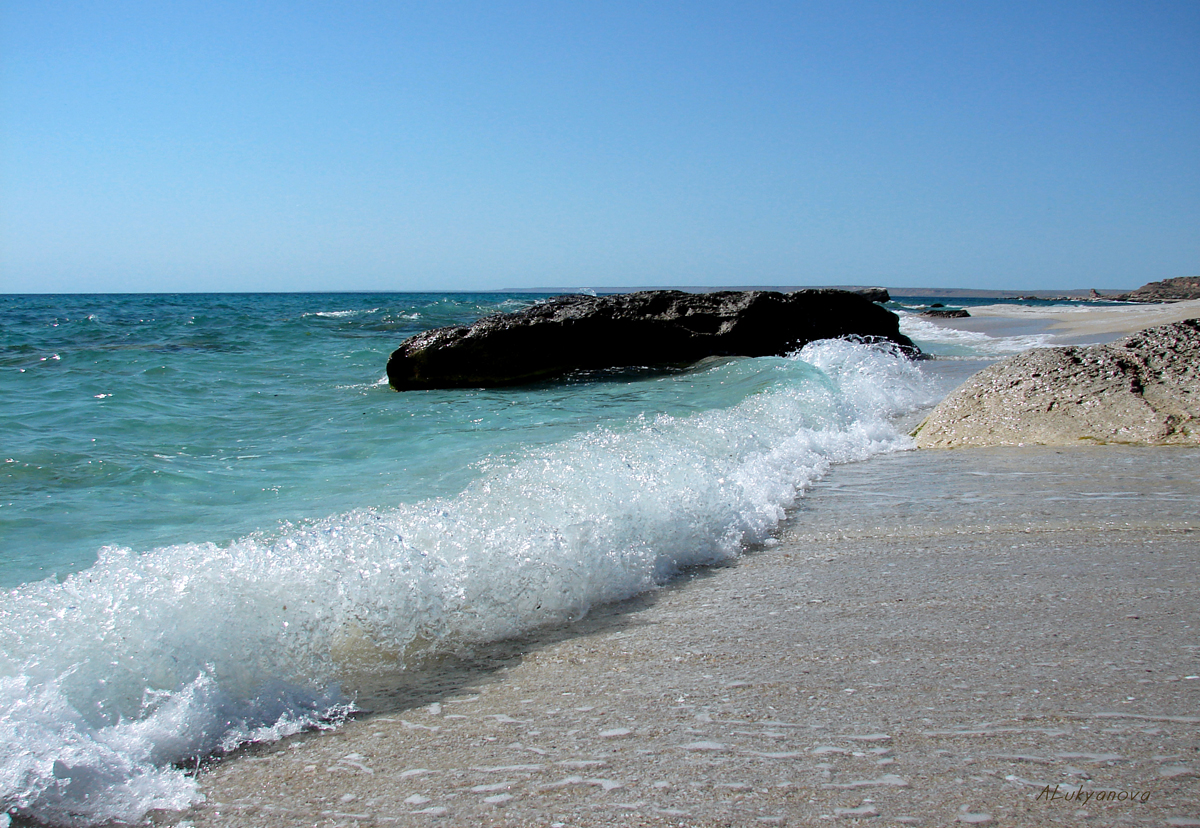
哈薩克曼吉斯套州阿克套附近的裏海。

裏海同時具有海洋和湖泊的特徵。雖說它不是淡水湖，但經常被列為世界上最大的湖泊。按體積計算，它的水量比北美五大湖總量多出3.5倍。裏海與黑海和地中海都曾經是古代特提斯洋（古地中海）的一部分，但裏海由於板塊構造變動而於550萬年前被分割，獨立成為內陸湖泊。
窩瓦河（約佔流入量的80％）和烏拉爾河流入裏海，但除蒸發作用外，裏海並無自然流出。因此，裏海生態系統是一個封閉的內流盆地，它的海平面歷史獨立發展，和世界海洋的長存水平（eustatic sea level）無關。
裏海的水位曾在多個世紀中下降和上升，通常變化迅速。一些俄國歷史學家聲稱，中世紀時期的裏海水位上升，可能是由於阿姆河從13世紀到16世紀改變河道，流入裏海，導致一些沿海的可薩人城鎮，例如阿的爾，被淹沒。2004年，裏海的水位比海平面低28公尺（92英尺）。
多個世紀以來，裏海海平面與窩瓦河的估計河水排放量同步變化，而這條河的排放量又取決於其廣大流域盆地的降雨量。降雨量與到達歐亞大陸內部的北大西洋低氣壓的變化有關，而這又受北大西洋振盪週期的影響。因此，裏海的水位與北大西洋（遠在裏海西北方數千公里之外）的大氣條件有關。
上次短期海平面週期變化始於1929年至1977年，海平面下降3公尺（10英尺），隨後從1977年至1995年上升3公尺（10英尺）。此後發生了較小的震盪。亞塞拜然科學院的一項研究估計，由於氣候變化引起的溫度升高，蒸發量增加，每年海平面下降超過六公厘。

### 環境惡化
窩瓦河是歐洲最大的河流，流域佔歐洲陸地面積的20％，佔裏海流入量的80％。它的下游河段區域經過充分的開發，化學和生物污染物的排放並未受到控制。聯合國環境規劃署警告說，裏海“遭受巨大的污染，來源是石油開採和提煉，海上油田，核電廠產生的放射性廢棄物，以及主要是由窩瓦河河水引入大量未經處理過的污水，還有工業廢棄物”。
裏海地區大規模的化石燃料開採和運輸活動也對環境構成威脅。例如，巴庫附近的伍爾夫島，由於石化工業的開發而遭受生態破壞；該地區海洋鳥類的數量因此大幅減少。海底現有，和計劃新建的石油和天然氣管道更進一步增加對環境的潛在威脅。

## 自然

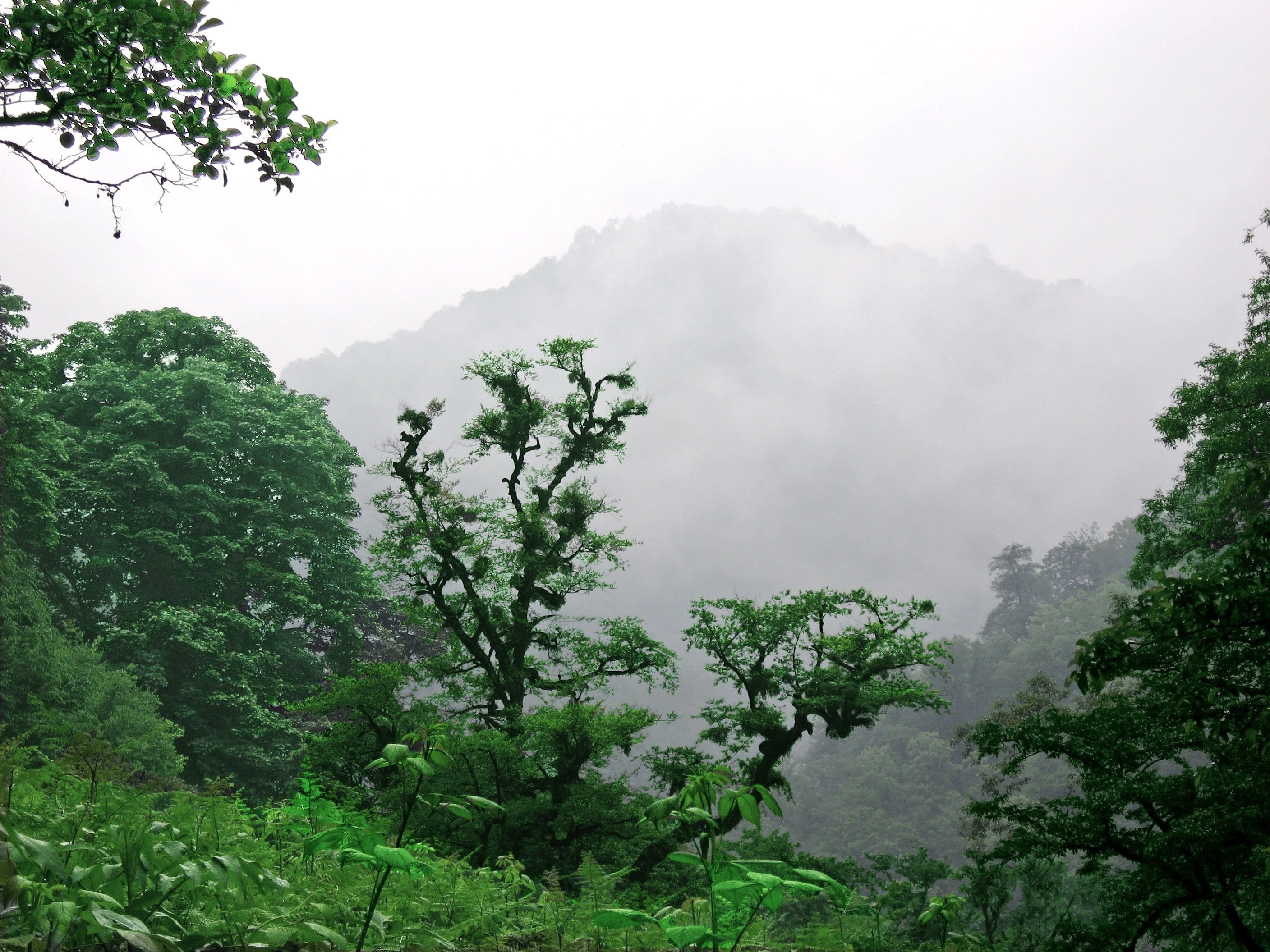
伊朗北部裏海希爾卡尼亞混合森林，是靠著厄爾布爾士山脈擋住及捕捉從裏海來的水氣而演化存在。

### 水生類

#### 植物
1994年至1996年，裏海海平面上升，減少稀有水生植物棲息地的面積。原因是新形成的沿海潟湖和水體中普遍缺乏播種材料。

#### 動物

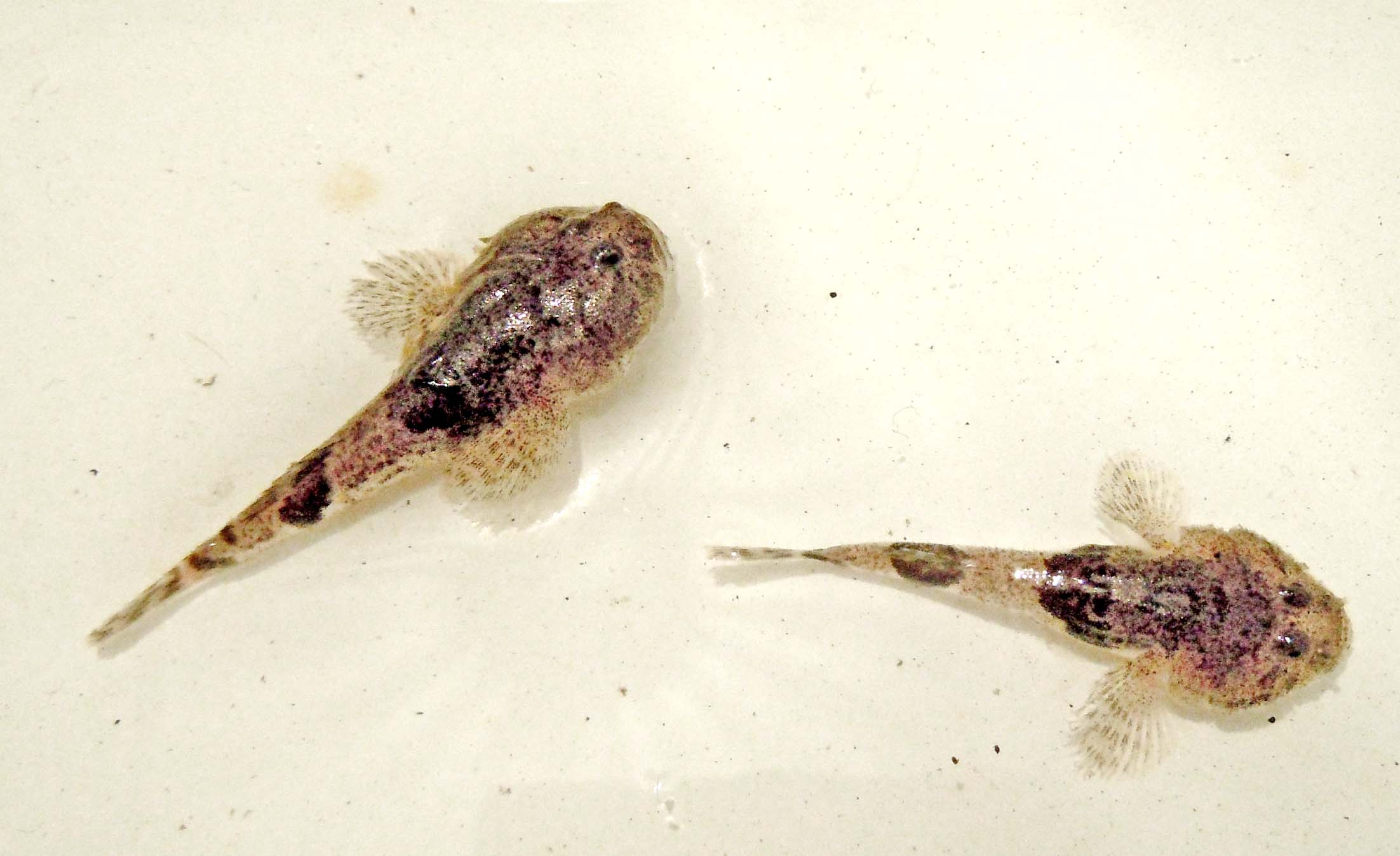
大部分的蝌蚪蝦虎魚只存在裏海裡。

雖然在鄰近地區發現有裏海龜（Mauremys caspica），但這品種是純粹淡水物種。斑馬貽貝原產於裏海和黑海盆地，但目前因為意外引到別處，而成為一種入侵物種。該地區有幾種物種已被以裏海之名命名，包括裏海銀鷗和裏海燕鷗。裏海海豹（Pusa caspica）是這裡唯一的水生哺乳動物，是當地特有，生活在內陸水域中極少數海豹物種之一，但由於裏海的海洋水文環境，裏海海豹和居住在淡水中的海豹品種不同。一個世紀以前，裏海中有超過一百萬隻海豹。如今，只剩不到原來的10％。
針對戈布斯坦岩石藝術的考古研究發現，有海豚和鼠海豚或某些喙鯨，或許這是種捕鯨場景，表明鬚鯨可能是至少到裏海不再是海洋系統的一部分，或直到第四紀或更晚近的時期（例如直到末次冰期或上古時期），還存在裏海之中。
在戈布斯坦岩石藝術地區裡的基奇阿德山（Kichikdash Mountain）上的岩石藝術被假定為海豚或鼠海豚，由於其大小（長430公厘），它也可能是著名的歐洲鰉，但化石記錄顯示它們是現代海豚和鯨的祖先，例如甁鼻海豚（Macrokentriodon morani）和藍鯨（Balaenoptera sibbaldina），它們可能比現在的後代的體型大。從同樣的岩石藝術中，也可看到在裏海有像海鴉（Brunnich's Guillemot）的海雀（Brunnich），這些岩畫表明目前的裏海曾與北冰洋或北海，或黑海之間有洋流相通。
當前存在的地方性海洋物種，如潟湖鳥蛤，已被確定它們的基因是起源於裏海/黑海地區。
裏海的流域（包括河流等相關水域）有60多個屬的160種本地種和亞種魚類。大約62％的物種和亞種是地方性的，以及4-6屬（取決於分類學處理）。該湖有115種本地種，其中包括73種特有物種（63.5％）。在湖泊中的50多個屬中，有3–4種是地方性的：Anarosrostrum（魚），Caspiomyzon（七鰓鰻），Chasar（魚，通常包括在Ponticola中）和Hyrcanogobius（蝦虎魚）。到目前為止，該湖中最多的科目是蝦虎魚（35個物種和亞種）、鯉科（32個）、和鯡科（22個）。兩個特別豐富的屬是具有18種特有物種/亞種的西鯡屬和具有16種特有物種的 蝌蚪虎蝦魚（Benthophilus）屬。大多數非地方特有的當地物種，或者與黑海盆地相似，或者就是廣大的古北界中的物種。根據報導，裏海已經有近30種非本地，引進的魚類，但只有少數已經確定在裏海裡面成功繁殖。
裏海裡有6種鱘科魚類，分別是俄羅斯鱘、裸腹鱘、波斯鱘、小體鱘、閃光鱘、和歐洲鰉，都是裏海當地的品種。歐洲鰉應該是世界上最大的淡水魚。這些魚類生產魚卵，被加工成魚子醬。由於過度捕撈，使一些歷史悠久的漁種發生枯竭的情況。近年來，過度捕撈已威脅到這些鱘魚種群的生存，以至於環保主義人士提倡完全禁止鱘魚捕撈，直到種群恢復為止。鱘魚魚子醬價格高昂，每公斤超過1,500亞塞拜然馬納特（在2019年4約值880美元），使漁民能夠提供賄賂，讓政府當局睜一隻眼，閉一隻眼，使許多地方的法規無法有效執行。因為漁民以有繁殖能力的雌性為捕撈的對象，魚子醬產業進一步威脅到魚類種群的生存。

### 陸地類

#### 植物
俄羅斯的許多珍稀特有植物物種與窩瓦河三角洲的潮汐地區，和薩穆爾河三角洲的河岸森林有關。海岸線也是適應中亞北部沙漠鬆散沙地植物的獨特避難所。讓這些植物物種無法成功繁殖及生存的主要限制因素是周圍三角洲的水文失衡，包括水污染和各種填海造陸活動。裏海的水位的變化是植物無法繁殖及生存的間接因素。
在窩瓦河三角洲受到影響的水生植物，例如有囊泡貉藻，和原生的蓮花。在薩穆爾河三角洲受到影響的，約有11種植物，其中包括可以追溯到第三紀的獨特藤本植物森林。

#### 動物
這地區原生的爬行動物有希臘陸龜和四爪陸龜。

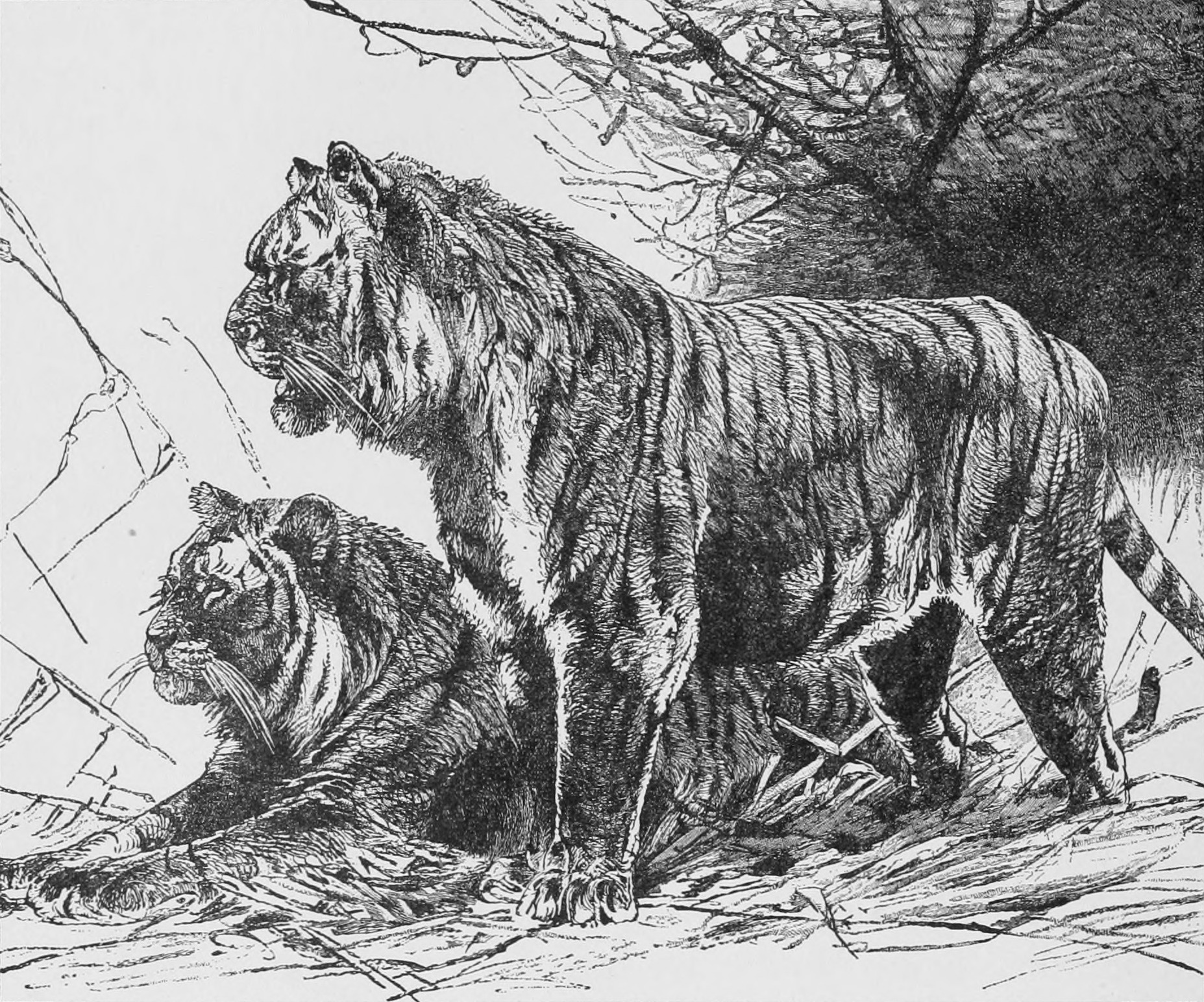
兩隻裏海虎的繪圖，這種動物從1970年代起已在此地絕跡。

- 外高加索地區和中亞曾經有亞洲獵豹存在，但如今僅限伊朗還有。[32][33]
- 外高加索地區、伊朗、以及土耳其南部曾有過亞洲獅。[32][33]
- 伊朗北部、高加索、和中亞曾有過裏海虎。[32][33]
- 在伊朗、高加索、和中亞發現過波斯豹。[32][33]

## 歷史

### 地質

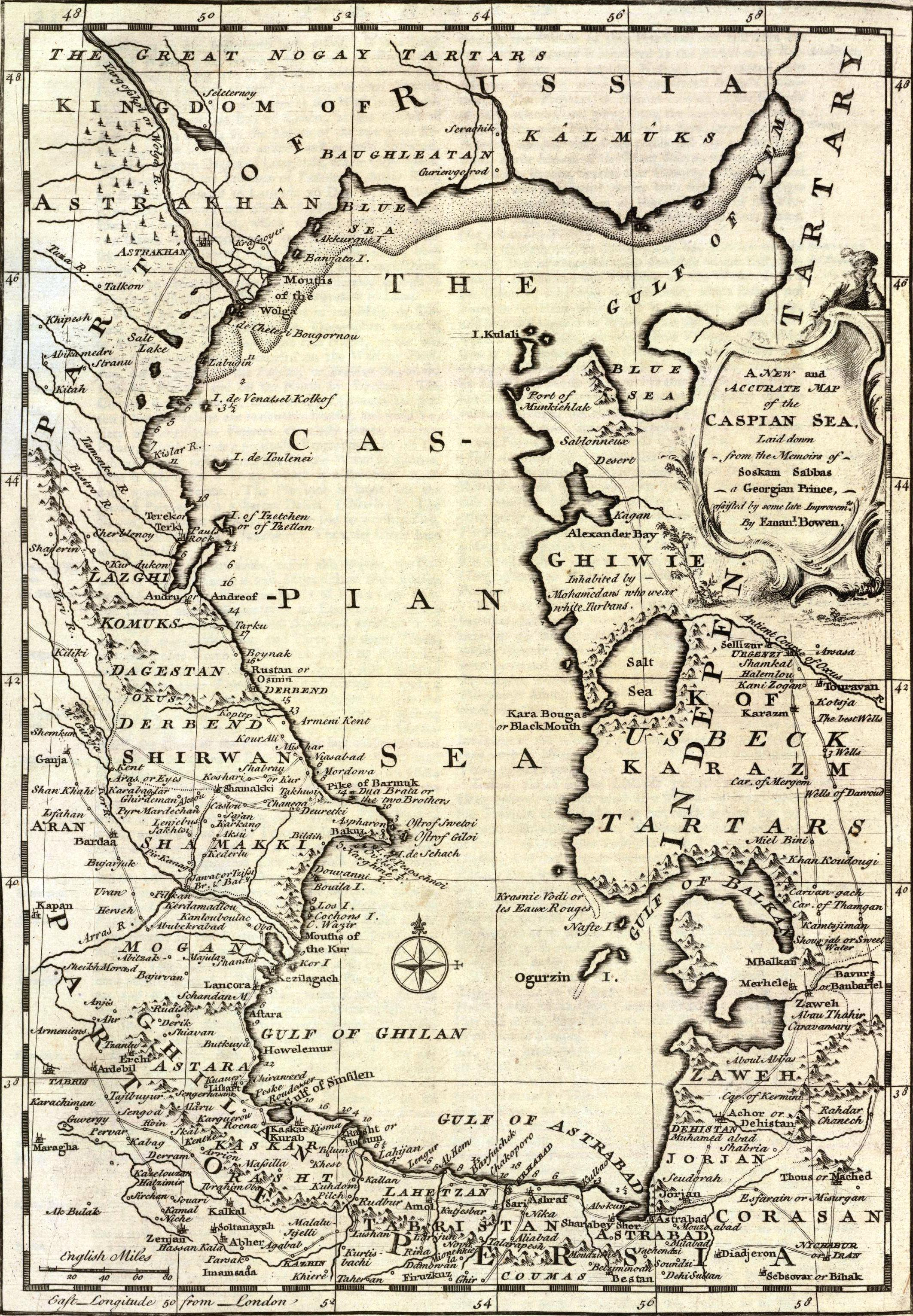
1747年在倫敦出版的裏海地圖，作者為喬治亞王子Soskam Sabbus，以及英國地圖雕刻師伊曼紐爾·鲍恩。

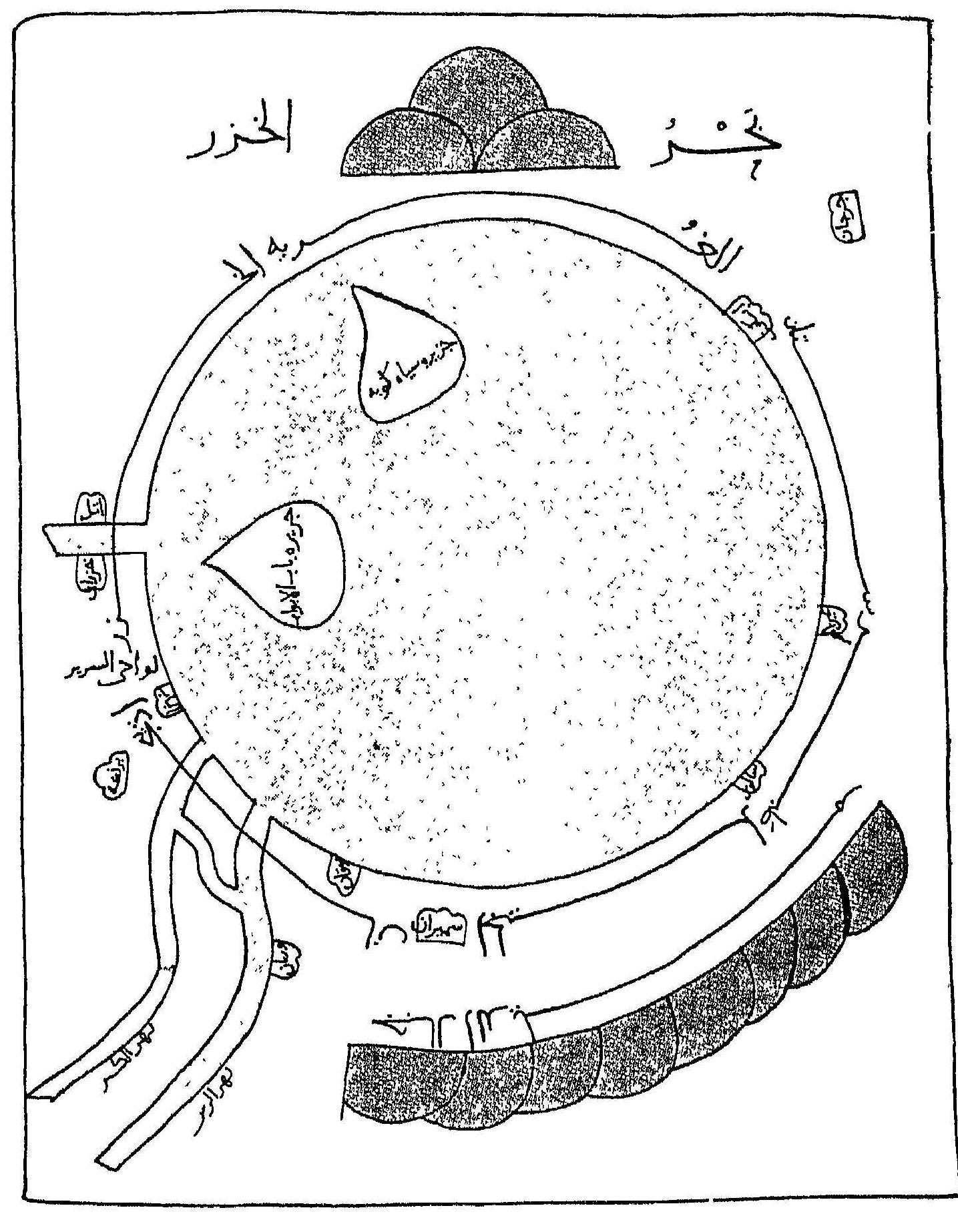
10世紀學者伊本·豪蓋勒筆下的裏海（阿拉伯人稱為“(Bahr ul-Khazar)加茲溫海”）。

裏海的歷史分為兩個部分：中新世階段（地質構造變動與特提斯洋關閉相關的影響），和更新世階段，包括冰期和窩瓦河的形成。在第一階段，特提斯洋已演化成薩爾馬提亞海（或可稱Sarmatian Lake，或是Sarmatian Sea-Lake）-這個大澤包括現代的黑海和裏海南部，當時阿拉伯半島與西亞碰撞，把克佩特山脈和高加索山脈推高，確立裏海盆地南部和西部的邊界。
這種造山運動多年來一直持續進行，而裏海則經常與黑海分離。在Pontian時期（與墨西拿期重疊，是中新世的第六個階段）後期，一座山拱在整個盆地南部上升，並在哈奇馬斯區和連科蘭湖（或早期的巴拉克薩尼之間將其隔開。在阿克恰吉利安（Akchagylian）時期（介於上新世與更新式之間），對南部盆地的分隔被逆轉，當時該湖的面積擴大到目前面積的三倍以上，並建立與黑海和鹹海的一系列反復連接中的第一次。當Akchagyl湖衰退，第一階段結束。

17世紀沙皇時代，哥薩克叛軍和海盜斯捷潘·拉辛在裏海的行動。俄國畫家瓦西里·伊萬諾維奇·蘇里科夫1906年作品。

### 附近早期人類定居
在裏海附近發現最早的人科遺骸的地方是在德馬尼西，歷史可追溯至1.8百萬年前左右，並發現一些直立人或匠人的骨骼遺骸。後來此地區更多人類居住的證據是在喬治亞和亞塞拜然的一些洞穴中發現，例如庫達羅（Kudaro）和阿茲赫洞穴。有證據顯示，在厄爾布爾士山脈西部及裏海南部有舊石器時代初期人類的存在，這兩個點-甘及·帕和達班德洞穴考古遺址都在伊朗的吉蘭省。
在喬治亞的一個洞穴中還發現有尼安德特人的遺骸。在伊朗裏海以南馬贊德蘭省的貝赫沙赫爾鎮附近的胡投洞穴和卡馬邦德洞穴中的發現，表明人類早在11,000年前就已在這個區域居住。
希臘人也稱這裡為希爾卡尼亞海（Hyrcanian/Hyrkanian sea）（古希臘語：.）。

### 化石燃料
裏海地區擁有豐富的能源資源。早在公元10世紀，此地區就開始鑽挖油井，以達到“用於日常生活，包括用於醫療，以及用於家庭取暖和照明目的”的石油。到16世紀，歐洲人已經察覺到到這個地區周遭豐富的油氣蘊藏。英國商人托馬斯·班尼斯特（Thomas Bannister）和杰弗裡·達基特（Jeffrey Duckett）在公元1568年對巴庫周圍地區描述“有件奇異的現象，因為從地下冒出數量驚人的油，這些油供全國各地的人們在自家中燃用。它是黑色的，稱為nefte（石腦油）。巴庫也有另一種白色並且非常珍貴的油料（即石油）。”
如今，鑽油平台和和鑽天然氣平台在裏海邊緣比比皆是。

### 地理、地質、以及導航研究
在18世紀彼得大帝統治期間，俄國水文地理學家和開拓者費多爾·索莫諾夫首度對當時還鮮為人知的裏海水域繪製地圖。索莫諾夫繪製四幅地圖，並撰寫《裏海導航（pilot of the Pilot of the Caspian Sea）》，這是第一份針對裏海的報告，加上裏海的現代地圖，由俄羅斯科學院於1720年出版。

### 沿岸城市

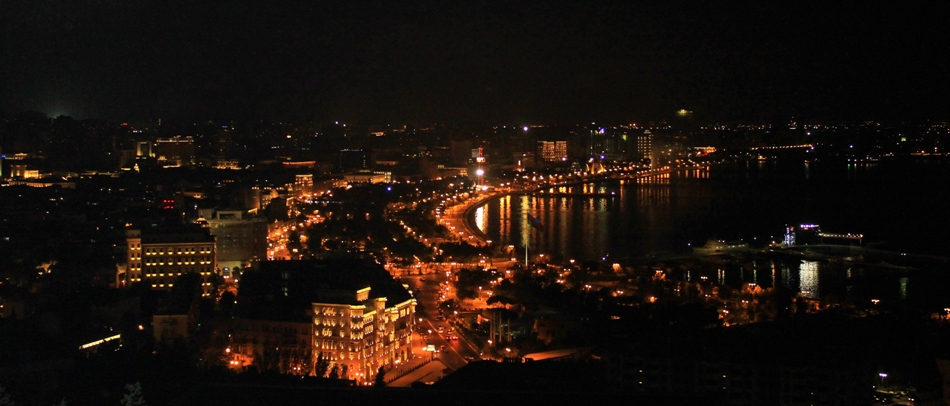
亞塞拜然首都巴庫，是裏海沿岸最大的城市。

#### 古代
- 希爾卡尼亞，伊朗古代行省
- 薩里，伊朗馬贊達蘭省古城
- 安扎利，伊朗吉蘭省古城
- 阿斯塔拉，伊朗吉蘭省，古城
- 戈爾甘，伊朗戈勒斯坦省，古城
- 阿的爾，古代可薩王國都城
- 可薩蘭（英语：Khazaran），可薩王國都旁城市
- 巴庫，亞塞拜然城市
- 傑爾賓特，在俄羅斯內的達吉斯坦共和國
- 哈吉塔爾漢，即現代阿斯特拉罕

#### 現代
- 伊朗:

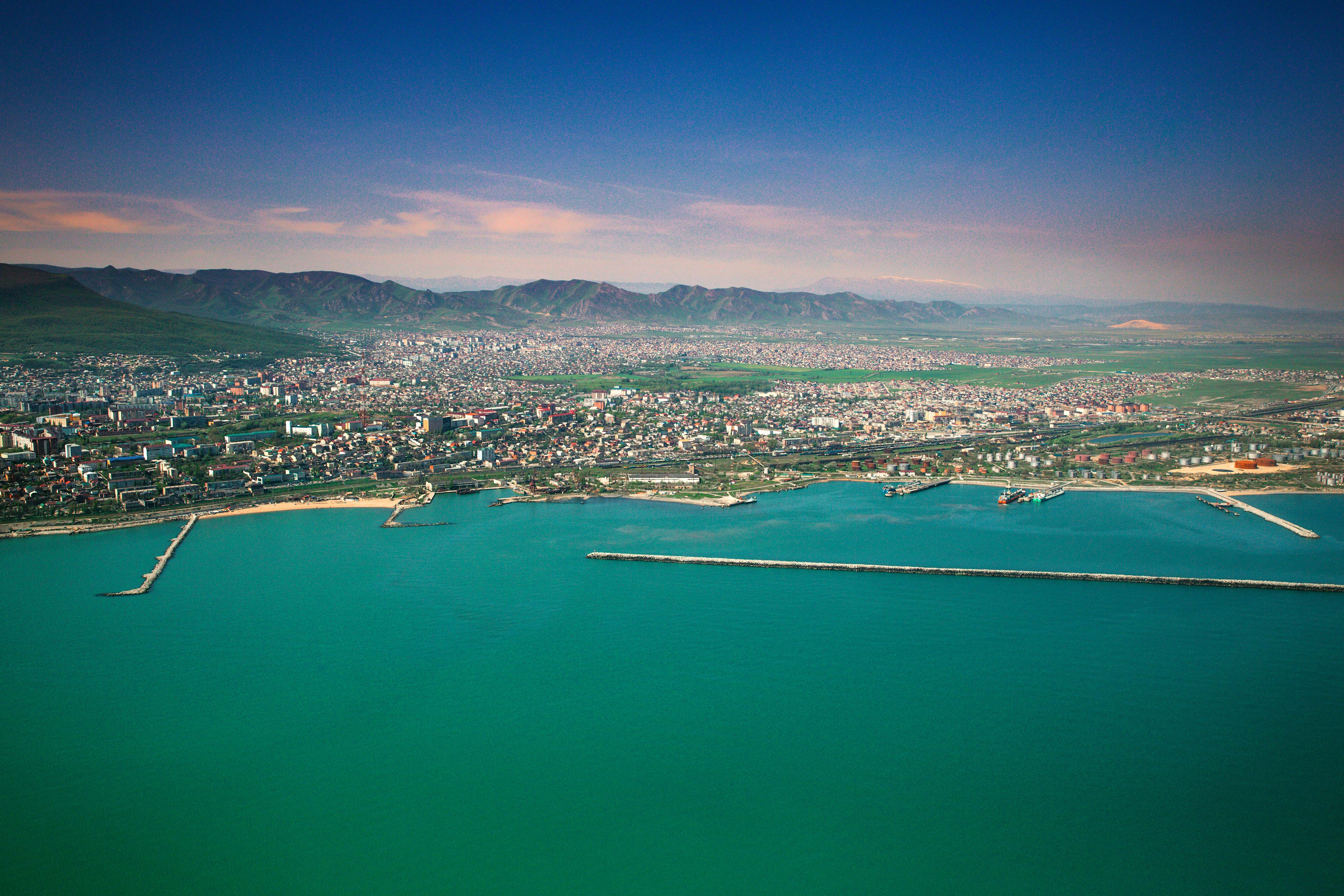
馬哈奇卡拉是俄羅斯內達吉斯坦共和國首都，裏海沿岸第三大都市。

  - Aliabad-e Katul（英语：Aliabad-e Katul）
  - 阿斯塔內耶阿什拉菲耶
  - 阿斯塔拉
  - 巴博勒薩爾
  - 安扎利港
  - Bandar-e_Gaz（英语：Bandar-e-gaz）
  - 托爾卡曼港
  - 貝赫沙赫爾
  - 恰盧斯
  - 芬德雷斯克（英语：Fenderesk）
  - Gomishan（英语：Gomishan）
  - 貢巴德卡武斯
  - 戈爾甘
  - Juybar
  - 科爾德庫伊
  - 拉希詹
  - 蘭加魯德
  - 馬赫穆達巴德
  - 內卡
  - 瑙沙赫爾
  - Noor, Iran（英语：Noor, Iran）
  - 拉姆薩
  - 拉什特
  - 魯德巴爾
  - 魯德薩爾
  - 薩里市
  - 通卡邦
- 亞塞拜然:
  - 阿斯塔拉
  - 巴库
  - 戈布斯坦區
  - 胡達特（英语：Khudat）
  - 哈奇馬斯
  - 連科蘭
  - 馬薩雷
  - 納布蘭（英语：Nabran）
  - 涅夫捷恰拉
  - 迪維奇
  - 錫阿贊區
  - Neft Daşları（英语：Neft Daşları）（又稱Oil Rocks）
  - 蘇姆蓋特
- 哈薩克:
  - 阿特劳
  - 阿克套
- 俄羅斯:
  - 阿斯特拉罕
  - 达吉斯坦奥格尼
  - 傑爾賓特
  - 伊茲別爾巴什
  - 卡斯皮斯克
  - 馬哈奇卡拉
- 土庫曼:
  - 土庫曼巴希
  - 哈扎爾
  - Esenguly（英语：Esenguly, Turkmenistan）
  - 貝克達什

## 經濟

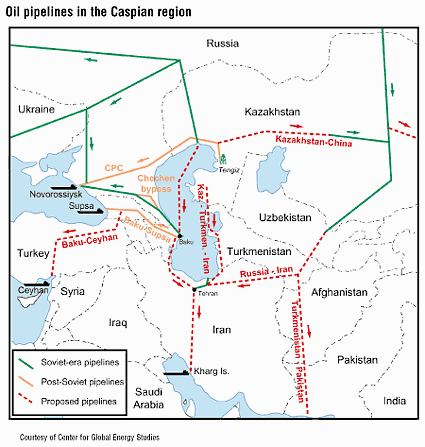
在裏海地區石油管線圖（2002年9月）。

裏海地區的國家，例如亞塞拜然、哈薩克、和土庫曼，都以天然資源為經濟基礎。根據定義，如果一個國家的天然資源、石油和天然氣佔該國國內生產總值（GDP）的10％以上，及佔出口的40％以上，則屬依賴天然資源為基礎的國家。所有裏海地區的經濟都高度依賴礦物資源。世界能源市場受到亞塞拜然和哈薩克的影響，因為這兩國在能源領域具有戰略重要性，因此吸引外商直接投資的最大比率。
伊朗基於幾個特定因素，具有巨大的能源潛力。它的蘊藏量有1,375億桶原油，是世界第二大國，日產量約為400萬桶。此外，伊朗估計有988.4萬億立方英尺的天然氣蘊藏量，約佔世界總量的16％，讓伊朗在全球能源安全公式中具有關鍵作用。
2015年，按GDP排名，俄羅斯經濟排名全球第12位，按購買力平價計算，俄羅斯排名第6。俄羅斯豐富的礦產和能源資源蘊藏量為世界上第一，俄羅斯是全球第2大石油和天然氣生產國。
裏海沿岸國家共同努力發展地區性基礎設施、旅遊業、和貿易。第一屆裏海經濟論壇於2019年8月12日在土庫曼召開，哈薩克、俄羅斯、亞塞拜然、伊朗和土庫曼的代表齊聚一堂。這論壇中也舉行幾次裏海沿岸國家的經濟和運輸部長會議。

### 石油和天然氣

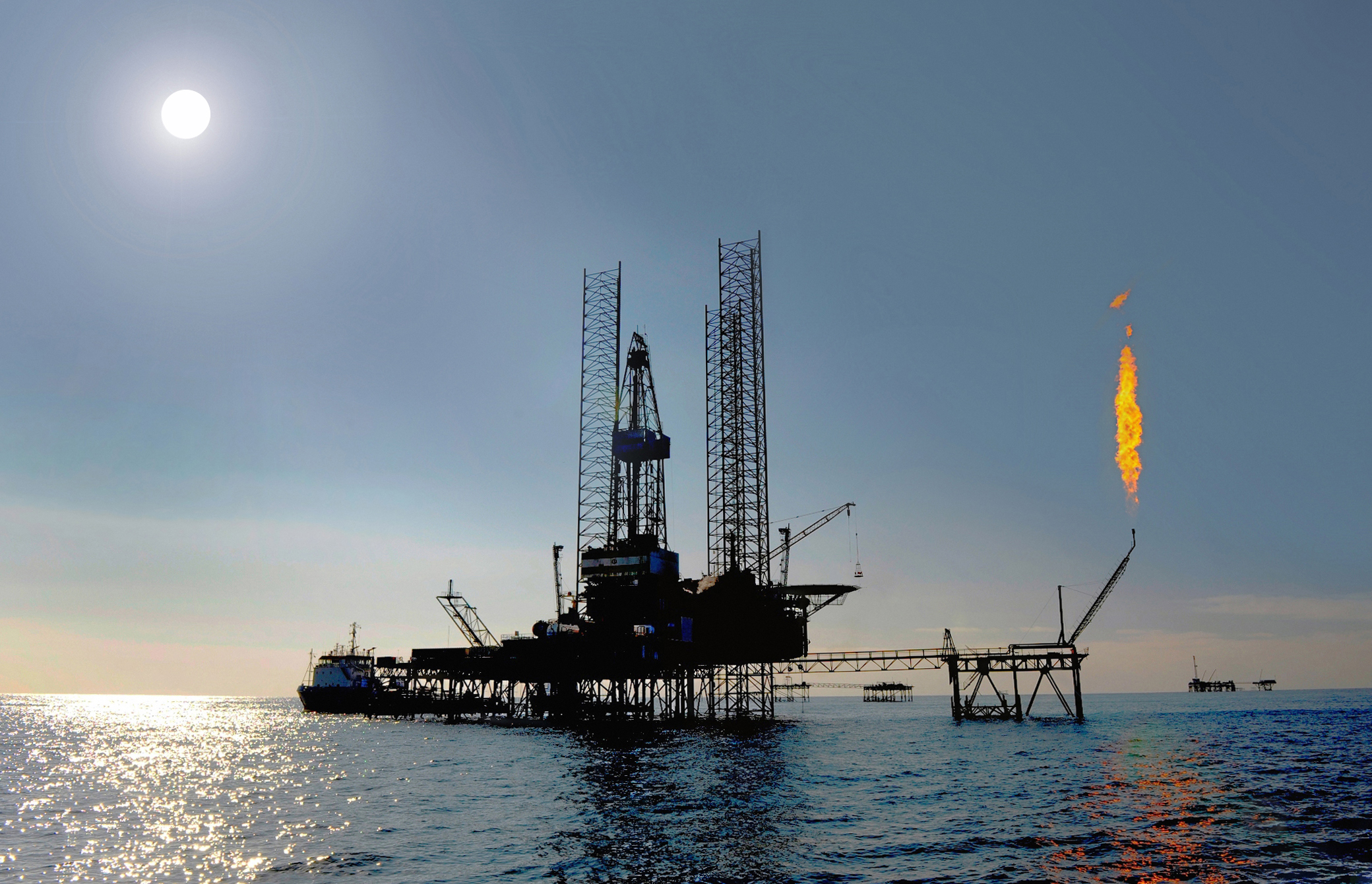
在土庫曼哈扎爾油田的鑽井平台。

根據BP（BP公眾有限公司）和美國能源部美國能源情報署估計，裏海地區目前是世界市場上重要的原油供應區，但並非主要的。裏海地區在2001年估計每天生產140－150萬桶，包括液態天然氣，佔世界總產量的1.9％。10多個非裏海國家，每國的產量都超過150萬桶/天。裏海地區的產量之前較高，但在蘇聯解體及隨後的幾年中，產能有減少。哈薩克佔當前區域石油產量的55％，亞塞拜然約佔20％。

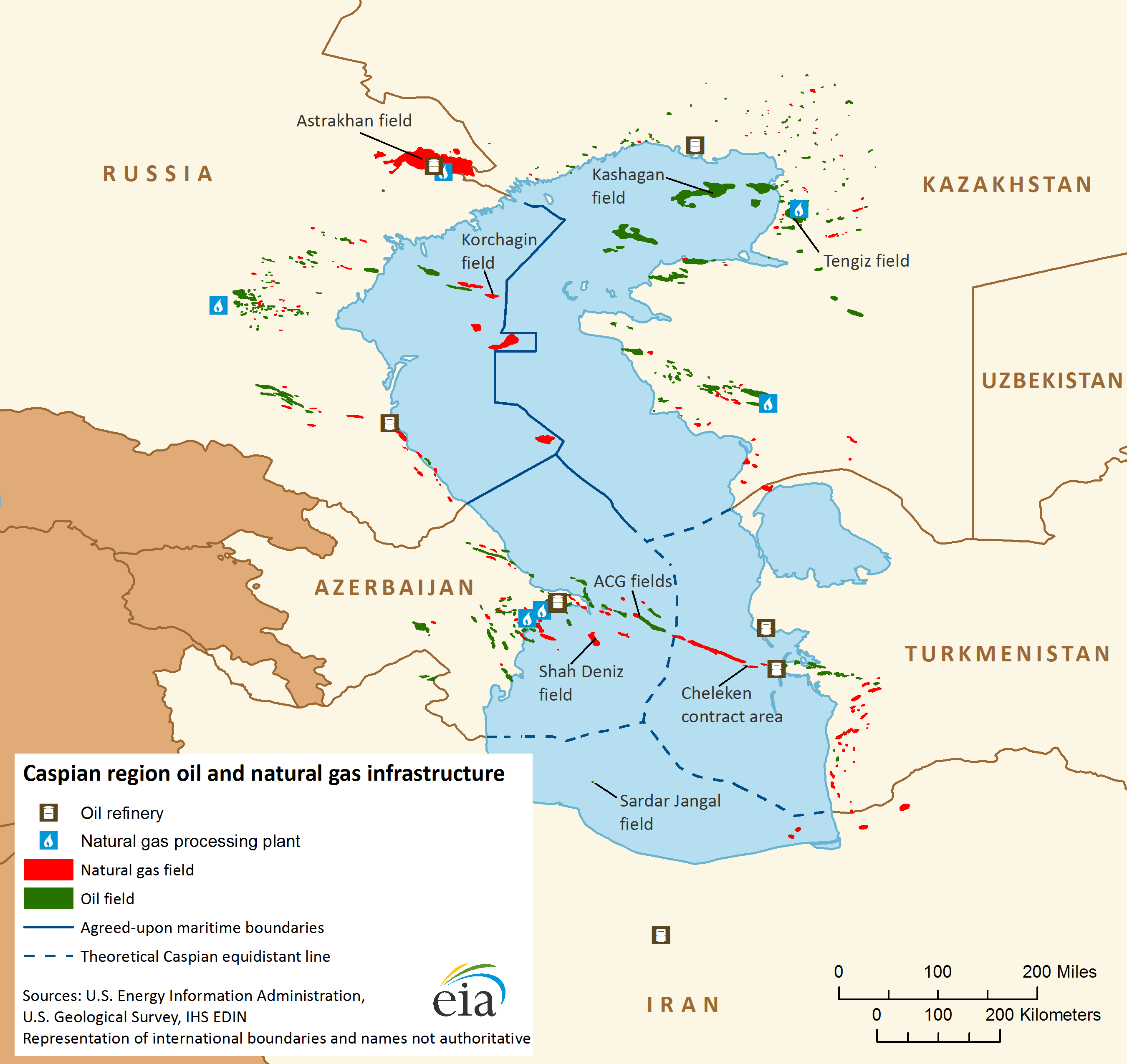
裏海區域的石油和天然氣基礎建設圖（2013年8月）。

世界上第一座海上鑽井和機器鑽井是裝置在亞塞拜然巴庫附近的Bibi-Heybat灣。1873年，在Balakhanli、薩奔齊、Ramana、和Bibi Heybat等村莊附近的阿普歇倫半島開始進行石油勘探和開發，那兒鑽掘的油井在當時是世界上已知最大者。可採的蘊藏量總計超過5億噸。到1900年，巴庫擁有超過3,000口油井，其中2,000口是在工業水平產能。到19世紀末，巴庫被稱為“黑金之都”，許多熟練的工人和專家蜂擁而至。
到20世紀初，巴庫已成為國際石油工業中心。1920年，布爾什維克佔領亞塞拜然，沒收所有私有財產，包括油井和工廠。之後，亞塞拜然整個石油工業受到蘇聯控制。到1941年，亞塞拜然創下一年生產2,350萬噸石油的紀錄，巴庫地區的產量佔當年整個蘇聯石油產量的72％。
被稱為《世紀合同》（請參考亞塞拜然石油產業#"Contract of the Century" and following years部分）在1994年簽署，標誌著巴庫油田開始啟動國際性重大發展。巴庫-第比利斯-傑伊漢管線（一條讓亞塞拜然的石油直接流向土耳其在地中海傑伊漢港口的主要管線）於2006年開通使用。
2005年，石油蘊藏豐富的菲拉諾夫斯基油田在俄羅斯的裏海水域被發現。據報導，這是25年來最大的石油發現。根據2016年10月報導，盧克石油公司將在這個地區開始生產。

#### 交通運輸
巴庫是亞塞拜然所有海上航線的起點，是裏海最大的港口。亞塞拜然可進入裏海-窩瓦河-伏爾加-頓河運河（然後通過伏爾加─波羅的海水路和白海-波羅的海運河進入世界海洋），以及進入頓河-亞速海（可進入黑海）。此外，油輪也在裏海上運輸。巴庫港和亞塞拜然裏海航運公司（CJSC）在亞塞拜然的海上運輸中扮演重要的角色。
亞塞拜然裏海航運公司有運輸船隊、專業化船隊和造船廠。運輸船隊有51艘船，包括20艘油輪、13艘渡輪、15艘通用乾貨船、2艘滾裝船、1艘技術船，和1艘浮動工廠。專業化船隊有210艘船，其中包括20艘起重船、25艘牽引和補給船、26艘客輪、2艘舖管船、6艘消防船、7艘工程地質船、2艘潛水船和88艘輔助船。
亞塞拜然裏海航運公司是歐洲-高加索-亞洲運輸走廊（Transport Corridor Europe-Caucasus-Asia，簡稱TRACECA）的重要一環，同時在跨裏海方面運輸貨物和乘客，也從事工程，以充分確保裏海海上油氣的生產。航運公司的活動歷史悠久。亞塞拜然的航運業的發展，與石油業的形成和進步緊密相關。在19世紀，巴庫的石油產量急劇增加，裏海航運的發展受到積極推動，因此，建立全新的浮動設施來運輸石油和石油產品是有其必要。

### 政治問題
由於亞塞拜然沿海許多島嶼附近有潛在的石油蘊藏，這些島嶼具有重要的地緣政治和經濟重要性，包括布拉島、皮蘿拉西島、和博由庫·瑞拉島（也稱 Nargin），博由庫·瑞拉島是巴庫灣裡最大的島嶼。
蘇聯解體後這個地區開放，導致國際石油公司進行激烈的投資和發展競爭。1998年，當時美國副總統迪克·錢尼評論說：“我想不起來我們哪時會碰到這麼一個時期，有個像裏海一樣具有重要的戰略意義地區的突然冒出。”
這地區進一步發展的關鍵問題，是裏海的地位以及五個沿海國家之間水域疆界的確立。亞塞拜然與土庫曼和伊朗兩國的當前海上邊界爭端，可能會影響未來的發展計劃。
目前，擬議中的跨裏海石油管道及天然氣管道仍存在許多爭議。這些項目將使西方市場更容易獲得哈薩克的石油，以及潛在的，獲得烏茲別克和土庫曼的天然氣。俄羅斯用環境的理由正式反對這個項目。分析家指出，這些管道將完全繞過俄羅斯，而剝奪俄國寶貴的通過費，並破壞其目前對該地區向西方出口碳氫化合物的壟斷。最近，哈薩克和土庫曼都表示支持跨裏海管道的興建。
維基解密透露的美國外交電報資料顯示，BP公眾有限公司掩蓋2008年9月在亞塞拜然裏海阿塞-齊拉格-甘聶熙油田地區一個作業氣田中發生的天然氣洩漏和井噴事件。

## 海上領土形勢

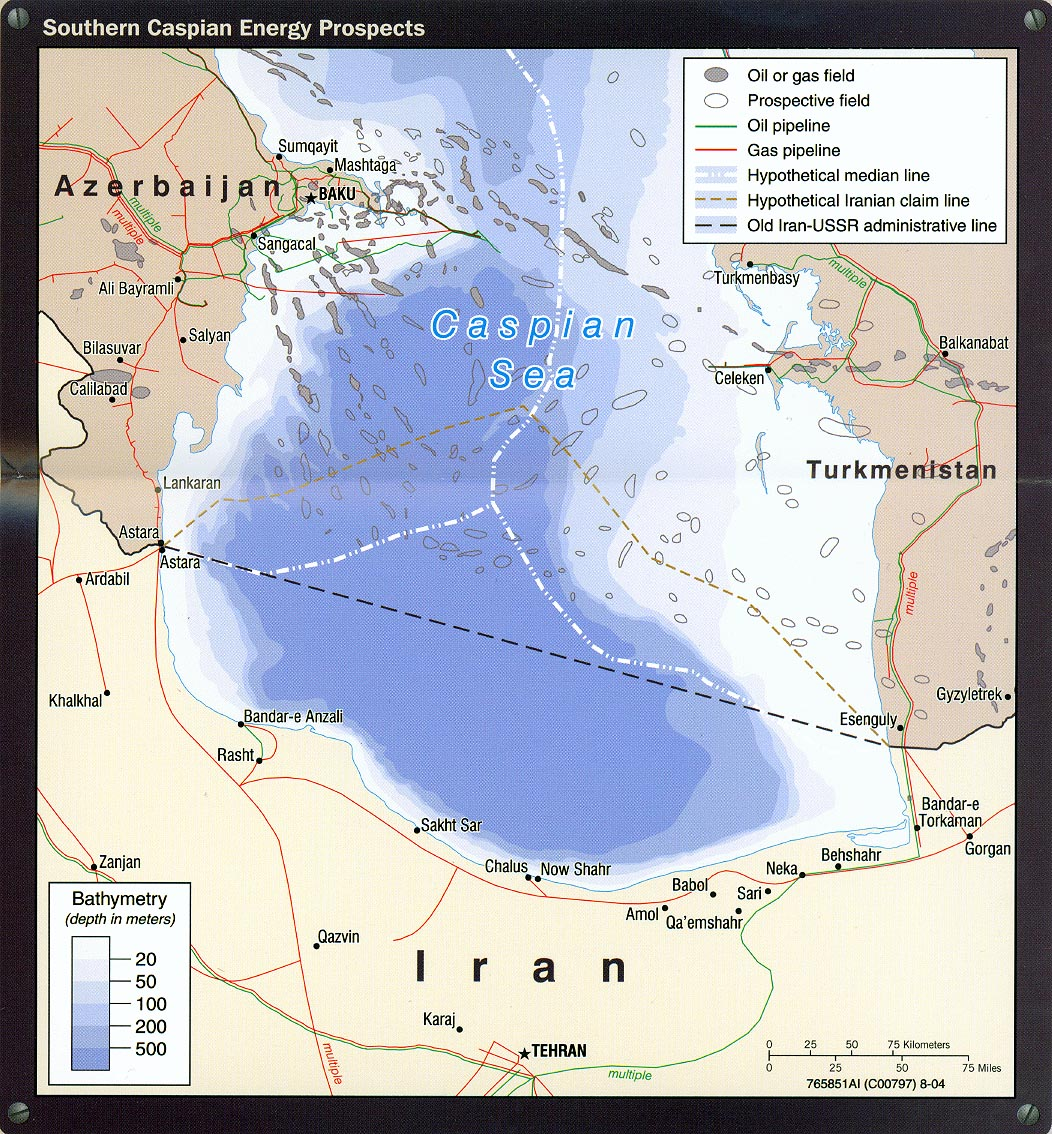
2004年國家簡介，伊朗南裏海的能源前景。

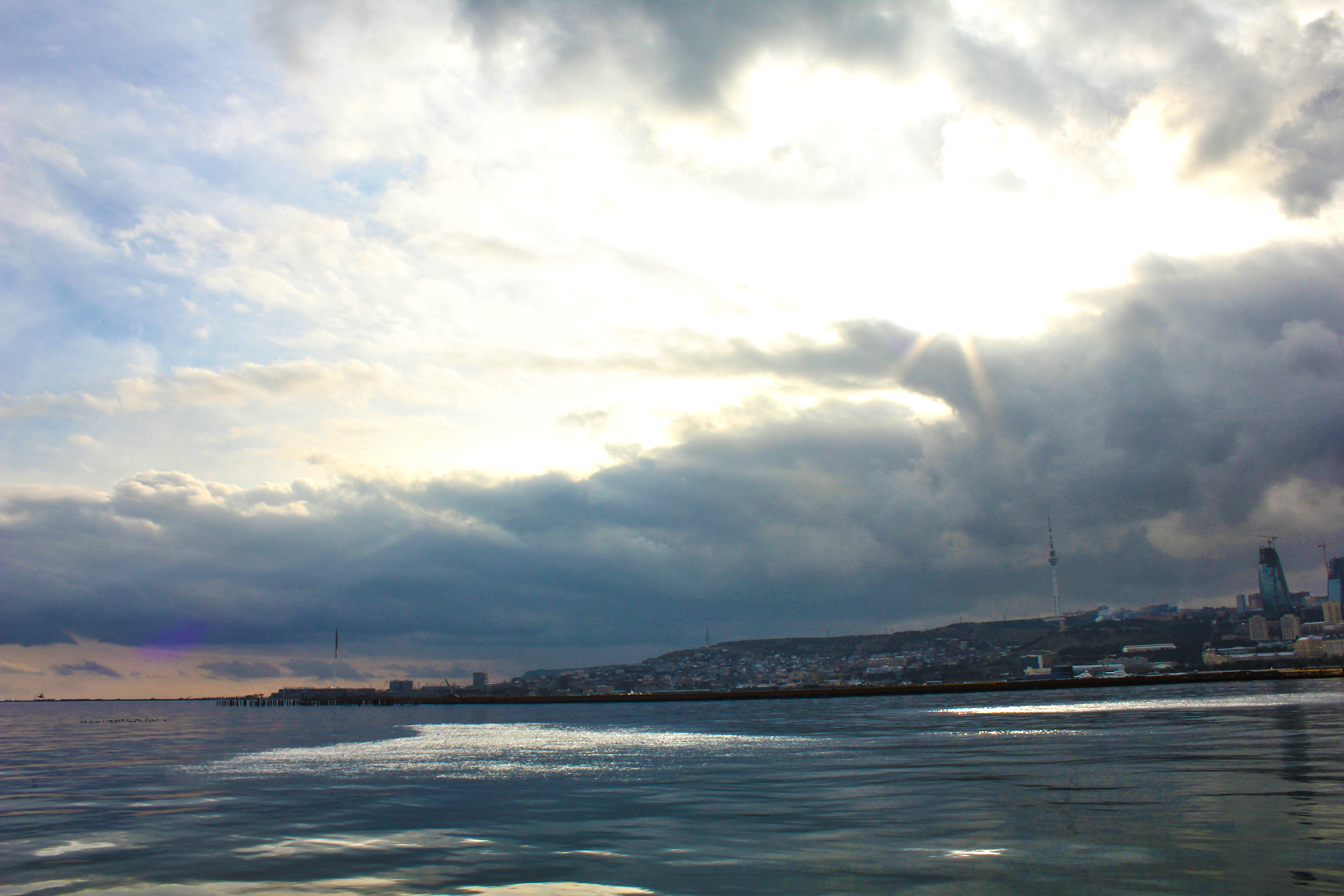
亞塞拜然裏海一景。

### 海岸線分佈
沿裏海五國的海岸線長度約為4,800公里，分布如下：
1. - 1,422公里
2. - 1,035公里
3. - 813公里
4. 俄羅斯 - 747公里
5. 伊朗 - 728公里

### 事實與數據
表面積：143,244平方英里（371,000平方公里）
最大深度：1,025公尺（3,363英尺）
平均深度：211公尺（692英尺）
長度：1,030公里（640英里）
最大寬度：435公里（270英里）
最小寬度：200公里（124英里）
水量：78,200立方公里（18,761立方英里）
海拔高度：海平面以下22公尺（海平面以下72英尺）。裏海窪地是一個平坦的低地，包括裏海北部地區，是地球上最低地點之一。 

### 國際談判
在裏海周圍的俄羅斯、亞塞拜然、伊朗、土庫曼及哈薩克已為劃界，談判將近十年之久。裏海的主權是主要議題。礦產的開採（原油及天然氣）、捕魚權以及（藉由窩瓦河及連接黑海及波羅的海的運河）進入公海的權利都和劃界談判的結果有關。運用窩瓦河的權利對亞塞拜然、土庫曼及哈薩克等內陸國家格外重要，這也會影響到俄羅斯，因為這會使用其境內水道。若一個水體標示為海，有國際判例及協議支持外國船隻有權使用此水域，但若水體只標示為湖，就沒有這樣的強制規定。一些生態環境的議題也和邊界問題有關。
裏海周圍五國都在裏海配置有海軍。
根據伊朗和當年蘇聯的條約，裏海在技術上可視為一個湖，伊朗和蘇聯各有一部分區域的主權，而其資源（主要指魚）則是共享。裏海屬伊朗及屬蘇聯區域之間的邊界視為國界，像非洲的艾伯特湖一樣。裏海屬蘇聯的區域再區分為四塊，分別對應當時蘇聯所屬靠裏海的四個共和國。
俄羅斯，哈薩克和亞塞拜然根據中間線彼此達成雙邊協議。由於這三個國家使用中間線，因此中間線似乎是在未來協議中劃定領土的最可能方法。但是，伊朗堅持要求五個國家之間達成一項單一的多邊協議（因為這是實現五分之一海洋比率的唯一途徑）。亞塞拜然與伊朗在兩國聲稱的某些油田上存在分歧。有時，伊朗巡邏艇向亞塞拜然派遣去探索有爭議地區的船隻開火。亞塞拜然與土庫曼之間也存在著類似的緊張關係（後者聲稱前者泵出的石油量超過雙方原先同意的數量，雙方均認為資源為平均共享）。
沿岸國家在2007年的裏海會議上簽署一項協議，禁止任何未懸掛沿岸國國旗的船舶進入裏海。截至2015年的過去20年中，沿岸五國之間的談判一直在進行中，起起伏伏，2014年在阿斯特拉罕舉行的第四屆裏海峰會，達成某種程度上的進展。

### 裏海峰會
裏海峰會是由五個沿海國的國家級領導人參加的會議。第五屆裏海首腦會議於2018年8月12日在哈薩克港口城市阿克套舉行。五位領導人簽署《裏海法律地位公約》。
裏海沿岸國家代表於2018年9月28日在哈薩克斯坦首都舉行會議，作為阿克套峰會的後續行動。這次會議由哈薩克投資與發展部主持，與會者同意每兩年主辦一次裏海地區投資論壇。

### 裏海法律地位公約
裏海法律地位公約
在裏海峰會之前，五個裏海沿岸國透過《裏海法律地位公約》的特別工作小組於2018年5月在哈薩克的阿斯塔納開會，就具有法律約束力的裏海治理：包含交通合作協議、經貿合作、防止海上事故、打擊恐怖主義、打擊黑社會、和邊境安全合作而達成共識。
公約授予每個臨海國對24公里（15英里）領海的管轄權，以及額外16公里（10英里）的水面專屬捕魚權，其餘為國際水域。另一方面，仍未對海床下定義，由各國間雙邊協議決定。因此，裏海在法律上既不完全算是海，也不完全算是湖。
公約雖然涉及魚子醬生產、石油和天然氣開採、以及軍事用途，但並未涉及環境問題。

### 跨境流入
聯合國歐洲經濟委員會（UNECE）認識到有幾條跨越國際邊界的河流流入裏海。它們是：
| 河流     | 國家                                     |
| -------- | ---------------------------------------- |
| 阿翠克河 | 伊朗, 土庫曼                             |
| 庫拉河   | 亞美尼亞、亞塞拜然、喬治亞、伊朗、土耳其 |
| 烏拉河   | 哈薩克, 俄羅斯                           |
| 薩穆爾河 | 亞塞拜然, 俄羅斯                         |
| 蘇拉克河 | 喬治亞, 俄羅斯                           |
| 捷列克河 | 喬治亞, 俄羅斯                           |

## 運輸
雖然裏海是内流盆地，其主要河流窩瓦河藉由伏爾加–頓河運河連接黑海，藉由伏爾加–波羅的海水路連接波羅的海，藉由運河分支北德維納河運河及白海-波羅的海運河連接到白海。
另一條流入裏海的庫拉河藉由庫馬–瑪尼齊運河連到頓河盆地。
裏海有許多定期的渡船，包括火車渡輪：
- 航行於土庫曼巴希（土库曼斯坦）和巴庫（亞塞拜然）之間的渡船。
- 航行於巴庫和阿克套（哈薩克）之間的渡船。
- 伊朗及俄羅斯之間有許多渡船航班。

伊朗與和俄羅斯之間的渡輪以載貨為主。

### 運河
裏海是一個內流盆地，與海洋沒有天然聯繫。自中世紀以來，商人就透過連接窩瓦河及其支流以及頓河（流入亞速海）和流入波羅的海的多條河流的河間陸運到達裏海。連接窩瓦河盆地和波羅的海的伏爾加–波羅的海水路早在18世紀初期就建成。之後有許多運河項目陸續完成。
伏爾加–波羅的海水路和伏爾加-頓河運河可串聯窩瓦河盆地，再連接裏海，這兩個現代運河系統讓裏海往外延伸，連接世界海洋。
擬議中的的佩喬拉-卡馬運河是一個在1930年代至1980年代之間廣泛討論的項目。運輸是次要的考慮因素，它的主要目標是將伯朝拉河（流入北冰洋）的部分河水經過卡馬河，改流向窩瓦河。目標既是灌溉，又是穩定裏海的水位，當時裏海水位降低過快，到了危險的程度。1971年，蘇聯在該地區進行幾次和平用途核子爆破。
2007年6月，為增加自己國家豐富油源的市場准入，哈薩克總統努爾蘇丹·納扎爾巴耶夫建議在裏海和黑海之間建立700公里（435英里）的運河做連接。人們希望這條“歐亞運河”（也稱Manych Ship Canal）將內陸的哈薩克和其他中亞國家轉變為海洋國家，使它們能夠大幅增加貿易量。雖然建議中的運河將穿越俄羅斯領土，但它將通過裏海的港口使哈薩克受益。哈薩克農業部水資源委員會的官員說，最可能的運河路線將是庫馬─馬內奇盆地，該地區目前已經通過灌溉運河將一系列河流和湖泊連接（庫馬-馬尼奇運河）。把伏爾加-頓河運河升級將是另一種選擇。

## 外部連結
- Names of the Caspian Sea （页面存档备份，存于）
- Caspian Sea Region （页面存档备份，存于）
- Dating Caspian sea level changes
- 裏海地區（页面存档备份，存于）
- 裏海环境保护计划（页面存档备份，存于）
- 中国科普-湖泊